# Anselmo L. Figueroa
Anselmo L. Figueroa (21 de abril de 1861 - Los Ángeles, 14 de junio de 1915) fue un político y periodista anarquista mexicano, integrante de la Junta Organizadora del Partido Liberal Mexicano.
En septiembre de 1910 se encarga de la edición de Regeneración que inicia su cuarta época, ahora con el lema "Semanario Revolucionario" desde Los Ángeles, California, y en la que colaboran Ricardo Flores Magón, Lázaro Gutiérrez de Lara, Antonio I. Villarreal y Enrique Flores Magón que habían sido excarcelados en Arizona en el mes de agosto.
Junto con Ricardo y Enrique Flores Magón suscribió el Manifiesto del 23 de septiembre de 1911 en el cual plantean una postura abiertamente anarcocomunista ante el levantamiento armado que en ese tiempo se vivía en México.
Del 14 de junio de 1911 a enero de 1914 estuvo prisionero en la penitenciaria Mc Neil Island, Washington, junto con Librado Rivera, Ricardo y Enrique Flores Magón, acusados todos por el gobierno estadounidense en una corte de Los Ángeles, de violar las leyes de neutralidad por los hechos ocurridos en Baja California en mayo de 1911.
Al salir de prisión en 1914, volvió a ocuparse en la edición de Regeneración junto con sus compañeros.
Falleció el 14 de junio de 1915 a causa de la pobreza y el deterioro de su salud por los trabajos forzados realizados en la prisión.